# Adam Bielecki (duchowny)

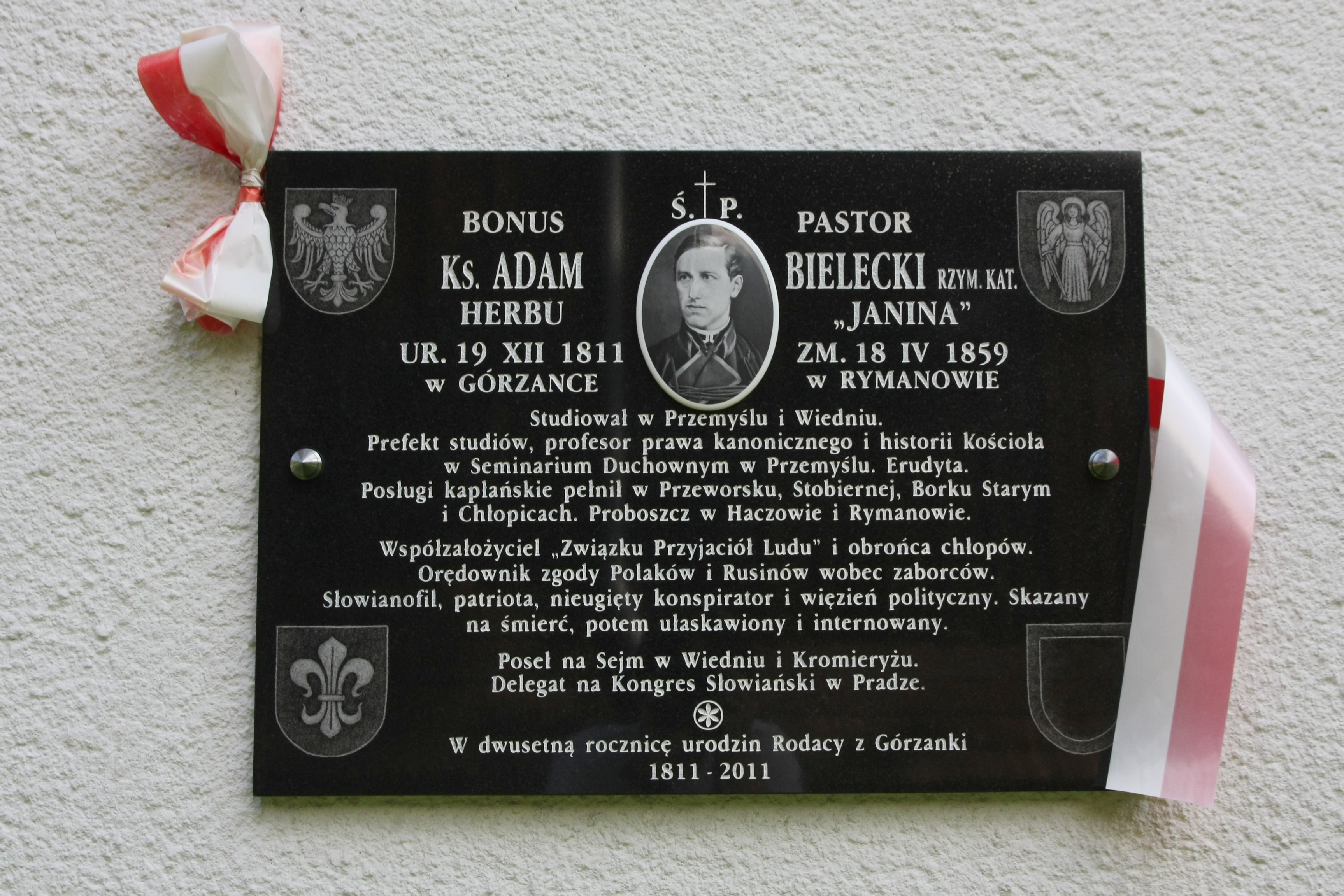
Tablica upamiętniająca ks. Adama Bieleckiego na dzwonnicy przy cerkwi św. Paraskewy w Górzance

Adam Bielecki herbu Janina (ur. 19 grudnia 1811 w Górzance, zm. 18 kwietnia 1859 w Rymanowie) –  duchowny rzymskokatolicki, działacz niepodległościowy i poseł na Sejm Ustawodawczy w Kromieryżu

## Życiorys
Urodził się w rodzinie ziemiańskiej, syn właściciela dóbr Górzanka w pow. leskim Kajetana (zm. w 1829). Ukończył seminarium duchowne w Wiedniu. W 1834 wyświęcony na kapłana. W latach 1834–1836 prefekt seminarium w Przemyślu, gdzie miał od 1836 wykłady z historii i prawa kanonicznego. Zdymisjonowany w lipcu 1836 na żądanie władz austriackich zarzucających mu agitację narodową i patriotyczną. 
Biskup przemyski Michał Korczyński mianował go wówczas kapelanem domu poprawy dla księży w Przeworsku, ale już w maju 1837 roku zmuszony był opuścić tę funkcję znowuż na żądanie władz. Był działaczem tajnej organizacji wolnomularstwa narodowego – Sprzysiężenia Demokratów Polskich. Następnie był wikariuszem w Stobiernej (1837–1839), Borku Starym (1839–1840) i Chłopicach (1840–1841).
7 kwietnia 1841 roku został proboszczem parafii w Haczowie, ale 22 czerwca 1841 roku został aresztowany i osadzony w więzieniu we Lwowie, gdzie w śledztwie przesiedział 4 lata. Z końcem 1844 roku sądzony o zdradę stanu skazany został na śmierć wraz z utratą szlachectwa. W 1845 roku ułaskawiony przez cesarza – karę śmierci zamieniono mu na karę dożywotniego więzienia. Wykonywał ją pod ścisłym nadzorem policji w klasztorze reformatów w Bieczu, a następnie u kapucynów w 
Rozwadowie. 

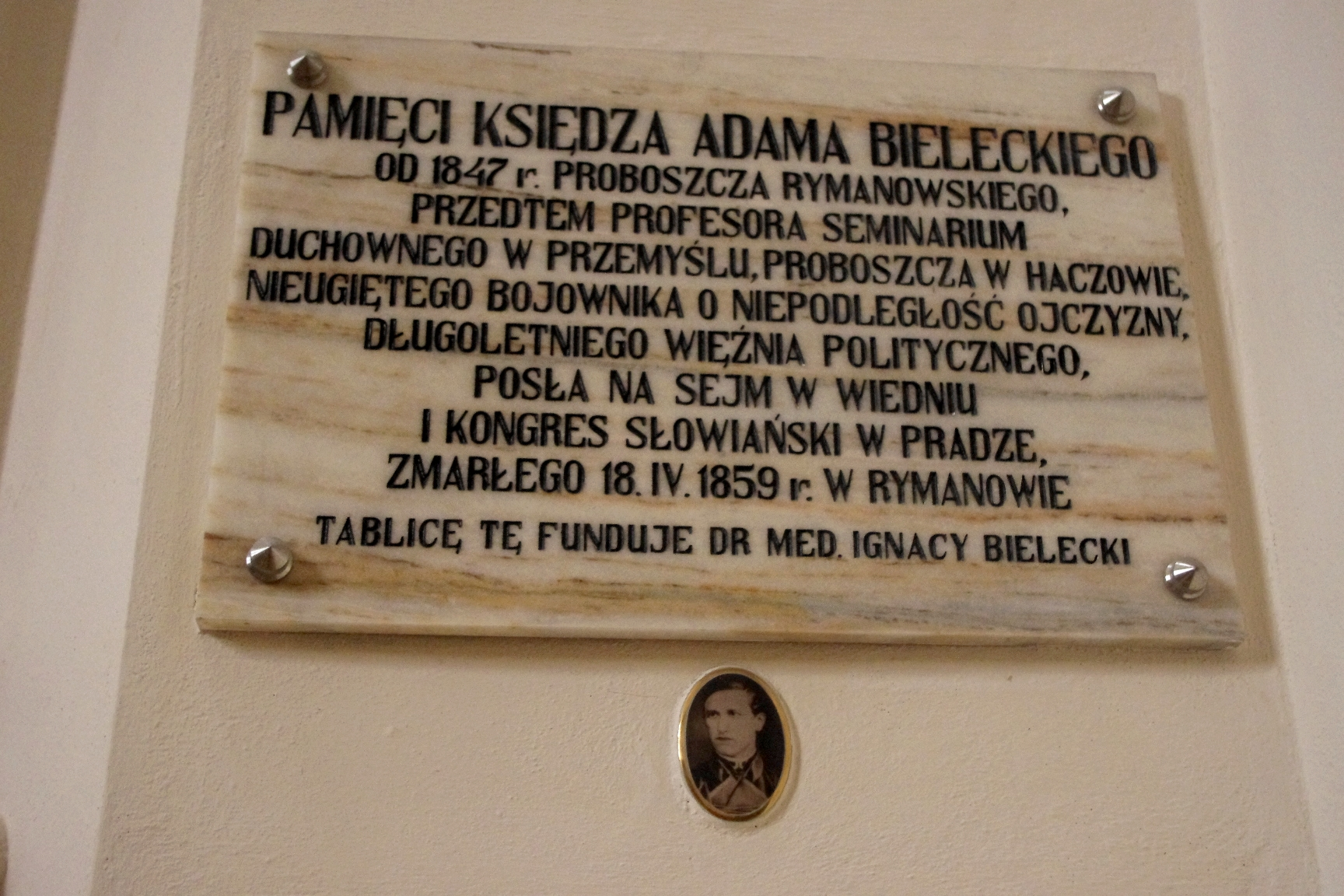
Tablica upamiętniająca ks. Adama Bieleckiego w kościele św. Wawrzyńca w Rymanowie

W lutym 1848 roku został wypuszczony na wolność. Od lipca 1848 do kwietnia 1859 roku był proboszczem parafii w Rymanowie. Aktywny politycznie w okresie Wiosny Ludów, m.in. uczestniczył w Kongresie Słowiańskim w Pradze, a następnie był posłem na Sejm Ustawodawczy w Wiedniu i Kromieryżu (10 lipca 1848 – 7 marca 1849). W parlamencie należał do  „Stowarzyszenia”  skupiającego demokratycznych posłów polskich. Był rzecznikiem pojednania pomiędzy Polakami a Rusinami. Został pochowany na cmentarzu parafialnym w Rymanowie.